# Betty Tossica
Gone Daddy Gone / Betty Tossica è un singolo promozionale dei Prozac+, pubblicato nel 1997 su 7" trasparente dall'etichetta Vox Pop.

## Il singolo
Il singolo contiene due brani, Gone Daddy Gone, reinterpretazione di un brano dei Violent Femmes, e Betty tossica, che parla di una ragazza che si droga. La prima canzone è presente nella ristampa del 1997 in CD di Testa plastica, mentre la seconda verrà poi inclusa nell'album Acido Acida.

## Altri riferimenti
Il titolo e le tematiche della canzone Betty dei Baustelle (2017) sono un omaggio a Betty tossica.

## Tracce
1. Gone Daddy Gone – 2:45 – Cover dei Violent Femmes
2. Betty tossica – 3:20